# Someo
Someo  är en ort i kommunen Maggia i kantonen Ticino, Schweiz. 
Someo var tidigare en självständig kommun, men 4 april 2004 blev Someo och fem andra kommuner en del av den utökade kommunen Maggia.